# Manno Charlemagne
Joseph Emmanuel Charlemagne (Puerto Príncipe, Haití, 14 de abril de 1948-Miami, Estados Unidos, 10 de diciembre de 2017), conocido como Manno Charlemagne (o Chalmay, en criollo haitiano), fue un cantautor y político haitiano.
Exiliado durante parte de los años 1980 y 1990, fue alcalde de Puerto Príncipe, capital de Haití, entre 1995 y 1999.

## Biografía

### Bajo la dictatura de los Duvalier
Manno Charlemagne nace en 1948 en Carrefour, en la periferia sur de Puerto Príncipe. No conoce a su padre; su madre trabaja en Miami, por lo que se cría en casa de su tía. Ambas cantan temas tradicionales, que el pequeño Manno va aprendiendo. También influirán en su estilo musical los artistas haitianos (Dodof Legros, Lumane Casimir, Issa el Saieh, Raoul Guillaume, Gérard Dupervil, Pierre Blain, Joe Trouillot, Guy Durosier, Toto Bissainthe, Ansy Dérose) y estadounidenses (Louis Armstrong, Billie Holiday) a los que escucha por la radio, así como las canciones de los campesinos instalados en la ciudad y el rara que oye por las calles; por otra parte, participa en el coro de su escuela, que dirigen los Hermanos de la Instrucción Cristiana.

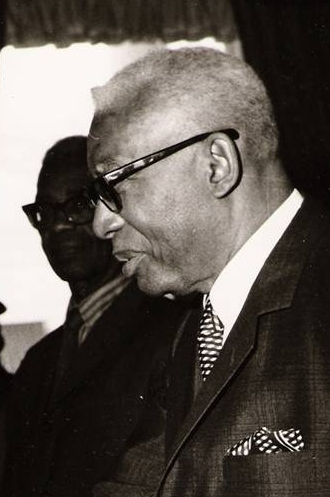
El dictador François Duvalier en 1968

Como muchos haitianos, el joven Manno padece los abusos de los tontons macoutes, milicianos al servicio del dictador François Duvalier; así, es detenido y torturado en 1963, con 15 años. Frecuenta a escritores y artistas (tales como Lyonel Trouillot, Richard Brisson y Anthony Pascal, conocido como Konpè Filo) y va adquiriendo una cultura política leyendo obras de Máximo Gorki y Antonio Gramsci.
A partir de 1968, forma Les Remarquables, un mini-djaz («mini-jazz», grupo musical influido por el rock); más adelante, se interesa por la música tradicional, con una nueva formación, Les Trouvères («Los Trovadores»). Así, en la década de 1970, Manno Charlemagne participa en el movimiento Kilti Libète («Cultura Libertad»), que impulsa una vuelta a la música popular, acústica, incluso folk: se trata de honrar la tradición twoubadou («trovador») de la música campesina haitiana.
En 1978, con el músico Marco Jeanty, graba en Puerto Príncipe un primer álbum, Manno et Marco; se compone de canciones angaje («comprometidas»), cuya difusión por Radio Haïti-Inter les granjea una gran popularidad.

La politique c'est pour les anges
C'est pour les gens qui ont un nom
Et c'est pour la grande société.
La política es para los ángeles
Es para la gente famosa
Y es para la alta sociedad.
Manno Charlemagne y Marco Jeanty, «Zanj», Manno et Marco, 1978.

### Exilios
Abiertamente opuesto a la dictadura de Jean-Claude Duvalier (que ha subido al poder a la muerte de su padre François Duvalier en 1971), Manno Charlemagne se exilia el 4 de julio de 1980. Vive entre Nueva York, Montreal, África y París. Durante aquel periodo, graba dos discos, Konviksyon («Convicción», 1984) y Fini les colonies ! («¡Se acabaron las colonias!», 1985), cuyas canciones se convierten en himnos contestatarios en Haití.

Quand tu rêves la nuit, exilé, de ton île,
Entends-tu tous ces cris, ces rumeurs de ta ville ?
Cuando sueñas por las noches, exiliado, con tu isla,
¿Oyes todos esos gritos, esos rumores de tu ciudad?
Manno Charlemagne, «Le mal du pays» («La añoranza del país»), Fini les colonies !, 1984.

El cantautor regresa a su país el 7 de marzo de 1986, un mes después de la caída de Duvalier. Monta la Koral Konbit Kalfou, grupo de mizik rasin («música raíz»), que mezcla influencias del vudú haitiano, música tradicional y estilos contemporáneos; con dicho grupo recorre el país entero. Manno Charlemagne se vuelve entonces una figura importante de la contestación en la isla.

Manno speaks for the poor and the illiterate who cannot find the truth in books. When he sings, he does not make metaphors. If he sees a murder, he calls the man a murderer. He is a light for the youth, a leader of the folk culture that is the basis of a resistance against the government.
Manno habla en nombre de los pobres y de los analfabetos que no pueden hallar la verdad en los libros. Cuando canta, no hace metáforas. Si ve un asesinato, llama al hombre un asesino. Es una luz para la juventud, un líder de la cultura folk que es la base de la resistencia contra el gobierno.
Marcus Garcia, citado por Steven Almond, 1992.

En diciembre de 1987, al salir de su casa para interpretar «Nwel anmè» («Navidad amarga», una canción compuesta por Beethova Obas, miembro de la Koral Konbit Kalfou, en homenaje a los manifestantes masacrados un mes antes por la nueva junta en el poder), recibe disparos y resulta gravemente herido. Al año siguiente saca un nuevo álbum, Òganizasyon mondyal («Organización mundial»).

Si Ayiti pa forè,
Ou jwenn tout bet ladan-l ?
Si Haití no es una selva,
¿Qué hacen aquí todas estas bestias?
Manno Charlemagne, «Ayiti pa forè» («Haití no es una selva»), Òganizasyon mondyal, 1988.

Manno Charlemagne apoya a Jean-Bertrand Aristide durante la campaña presidencial de 1990 y, tras la victoria de Aristide, pasa a ser uno de sus consejeros. En octubre de 1991, tras un golpe de Estado contra el presidente Aristide, Charlemagne es detenido violentamente en dos ocasiones; es dejado en libertad gracias a la presión internacional fomentada por organizaciones de defensa de derechos humanos (Amnesty International, Miami's Haitian Refugee Center) y a una campaña de prensa en Estados Unidos para pedir su puesta en libertad. Por temor a una nueva detención, se refugia en la embajada argentina en Puerto Príncipe. El director de cine norteamericano Jonathan Demme, que ha conocido a Manno Charlemagne en 1988 durante el rodaje de su documental Haiti: Dreams of Democracy, organiza una campaña internacional, «Americans for Manno», para exigir que el cantautor y su familia puedan salir de Haití sin riesgo. Es finalmente el propio embajador argentino Orlando Sella quien acompaña al artista hasta el aeropuerto de Puerto Príncipe, el 29 de diciembre de 1991; Manno Charlemagne vuela para Miami. Empieza un nuevo exilio de tres años, durante el cual el artista difunde su música comprometida en múltiples conciertos.

### Idas y vueltas
Manno Charlemagne regresa a Haití en 1994. Es elegido como alcalde de Puerto Príncipe en junio de 1995; ocupa ese puesto hasta 1999, ejerciendo su mandato de forma polémica. Como él mismo lo reconocerá, el aceptar ser alcalde fue un error.

Quand je suis artiste, je me sens mieux qu'être maire [...]. Artiste politique, je le tiens dans ma peau.
Cuando soy artista, me siento mejor que siendo alcalde [...]. Artista político, lo llevo en la piel.
Manno Charlemagne, Dans la gueule du crocodile. Un portrait de Manno Charlemagne, 1998.

Luego se instala en Miami, en el barrio de South Beach: vive en la primera planta de un restaurante haitiano, el Tap Tap, en el que da conciertos con regularidad y graba en 2004 un disco en directo, Manno at Tap Tap. En ese mismo restaurante tiene lugar, en julio de 2005, el reencuentro de Manno Charlemagne con Marco Jeanty para una serie de conciertos; deciden entonces grabar un nuevo álbum y en 2006, casi treinta años después de su primer disco, publican Les inédits de Manno Charlemagne.

Se touse ponyèt nou pou n lite
Car lamann pa tonbe ankò
Solèy a klere pou nou tout
E nou tout va jwenn menm chalè
Es hora de prepararse para la lucha
Porque el maná aún no ha caído
El sol va a brillar para nosotros todos
Y todos recibiremos el mismo calor
Manno Charlemagne, « Ban m' on ti limye », Òganizasyon mondyal, 1988 y Les inédits de Manno Charlemagne, 2006.

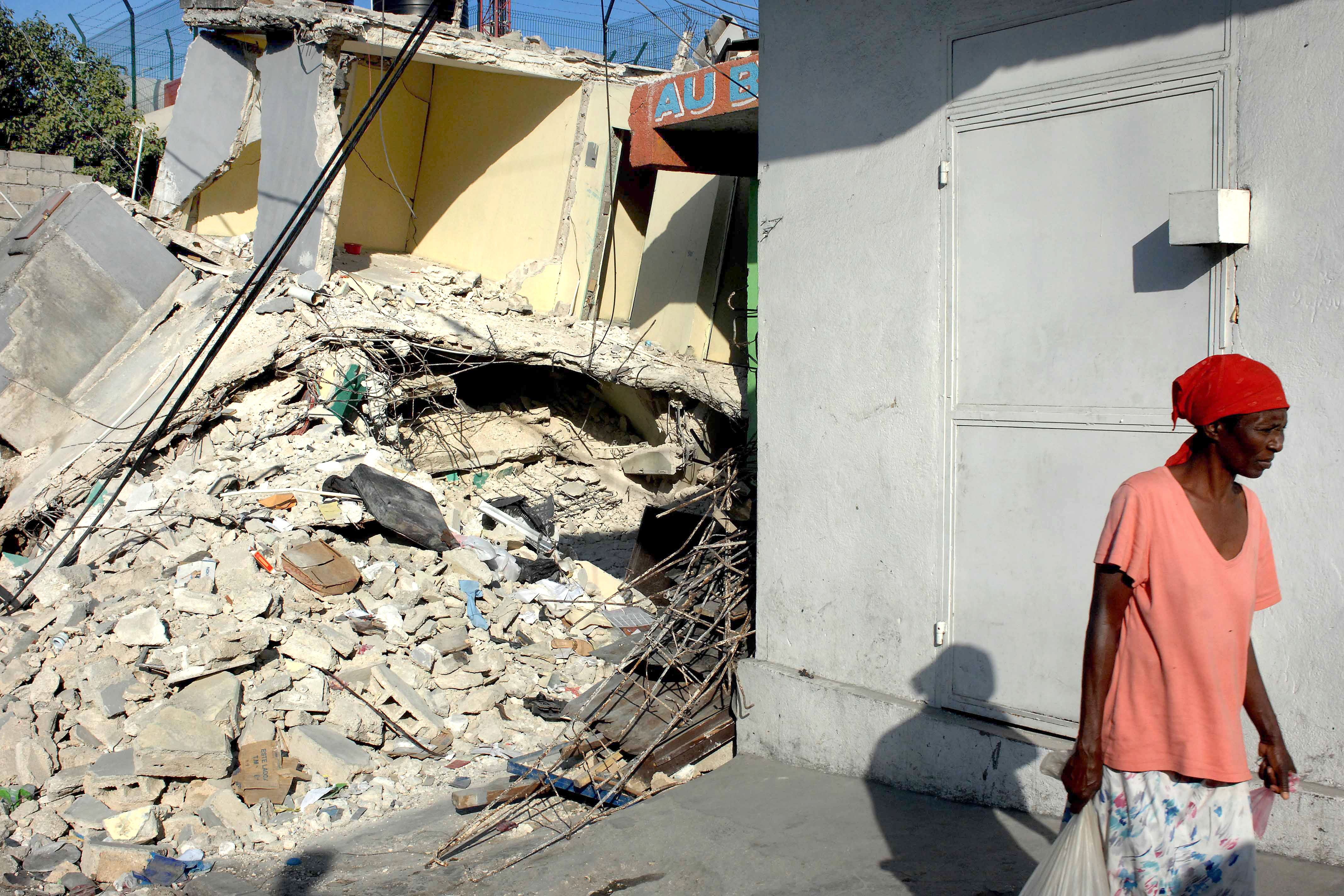
Puerto Príncipe, unos días después del terremoto del 12 de enero de 2010

El 14 de enero de 2010, dos días después del más grave terremoto ocurrido en Haití en siglos, Manno Charlemagne participa en el Tap Tap en un concierto de apoyo a las víctimas. En junio del mismo año, da un concierto en Brooklyn (Nueva York), casi veinte años después del que dio al iniciar su segundo exilio, en 1992. En noviembre, canta en el Preservation Hall de Nueva Orleans con la violonchelista Helen Gillet.
Durante aquellos años, Manno Charlemagne da conciertos con regulidad por Estados Unidos, tanto en festivales como en universidades (por ejemplo, en julio de 2012 en la Universidad Internacional de Florida y en septiembre de 2016 en la Universidad Duke). También da conciertos en Haití.
A finales de 2017, Manno Charlemagne es operado de un tumor cerebral en el hospital Mount Sinai de Miami. Muere en dicho hospital el 10 de diciembre de 2017, debido a un cáncer de pulmón. Tras un funeral de Estado el 22 de diciembre de 2017 en Puerto Príncipe, es enterrado en Verrettes. Desde 2018 lleva su nombre una calle de Miami, en el barrio de South Beach.

## Discografía
| 1978: Manno et Marco |
| --- |
| Cara A 1. La pli 2. Grann 3. Charabia 4. Gebede 5. Pouki 6. Dialogue Cara B 1. Zanj 2. Ti Manman 3. Grangou Misè 4. Jouet La 5. Tralala 6. Fil Arinyin 7. Noel |

| 1984: Konviksyon |
| --- |
| Cara A 1. Chalmay Peralt 2. Malere 3. Konviksyon 4. Pou La Vi Fleri 5. Lamontay 6. Simagri Cara B 1. Nwel Lavale 2. Lajenes 3. Alyenkat 4. Meyakulpa 5. Esklav 6. Leta, Laboujwazi, Lepep 7. Vote Pye |

| 1985: Fini les colonies ! |
| --- |
| Cara A 1. Fini les colonies ! 2. Le mal du pays 3. Walkman 4. Mon frère 5. Chalmay Peralt Cara B 1. Manuel 2. À mon fils 3. Force paysanne 4. Capitaine Amerika 5. Bienvenue chez nous 6. N'a sispann pedi |

| 1988: Òganizasyon Mondyal |
| --- |
| Cara A 1. Manman 2. Zanmi 3. Malere 4. Transet rekot kafé 5. Poukisa w' pa pale manman 6. Ayiti pa forè Cara B 1. Ban m' on ti limye 2. Tèt kolé 3. Òganizasyon mondyal 4. Enmi de klas 5. Lan male m' ye 6. Gran met |

| 1994: La Fimen |
| --- |
| 1. Lamayot 2. Lepoukwa, lekoman 3. Vese san 4. Timoun 5. Reyinyon kounbite 6. E-nmi jire 7. Pran batwel la 8. Le mal du pays 9. Na sispann pedi 10. Pot drapo 11. Elouwe 12. Lafimen 13. Defilé 14. Legliz 15. Ya bezwen mwen, do-m lay 16. Dwa de lom, vyewo 17. Walkman 18. Mon frère 19. Grann 20. Magouye 21. Sedye, anwo mon nan |

| 2004: Manno at Tap Tap |
| --- |
| 1. Lamiral 2. Dezan 3. Kilti 4. Peyi M 5. Peze Kafe 6. Ogou O 7. Baryè A 8. Larèn solèy 9. Limyè 10. Latibonit 11. Ti Madanm 12. Tisi Manyanva |

| 2006: Les inédits de Manno Charlemagne |
| --- |
| 1. Konsyans nou nan twou 2. Senmitye 3. Gran rivye 4. Lajan sa a 5. Malaguet 6. Lopozisyon 7. Jebede 8. Maliste 9. Yo gen pouvwa yo gen lajan 10. Salva mater 11. Dokte zizizen 12. Youn klan 13. Tralala 14. Zanmi 15. Vese san 16. Banm youn ti limye 17. Dyalog 18. Lafanmi vinn peye san 19. Semante 20. Lafimen 21. Pou lobo 22. Pou Gasner Raymond |

## Filmografía
- 1983 : Canne amère («Caña amarga»), documental de Jacques Arcelin, Haiti Films.[38]
- 1988 : Haiti: Dreams of Democracy («Haití: Sueños de democracia»), documental de Jonathan Demme.
- 1998 : Dans la gueule du crocodile. Un portrait de Manno Charlemagne («En la boca del cocodrilo. Un retrato de Manno Charlemagne»), documental de Catherine Larivain y Lucie Ouimet, Les Productions du Grand Large.
- 2002 : La verdad sobre Charlie, película de Jonathan Demme (Manno Charlemagne interpreta el papel del maître en el restaurante Chez Joséphine).
- 2010 : Manno Charlemagne - Konviksyon, documental de Frantz Voltaire.[39]

#### Obras sobre Manno Charlemagne
- Joann Biondi (2006). Manno Charlemagne - 30 ans de chansons. Educa Vision. ISBN 1584323876.
- Michel Soukar (2016). Manno Charlemagne - Pou Lavi Fleuri. C3 Éditions.[40]
- Nicole Augereau (2016). Quand viennent les bêtes sauvages. FLBLB. ISBN 9782357611030. Consultado el 5 de mayo de 2018.

#### Obras sobre música en Haití
- Ralph Boncy (1985). La chanson d'Haïti. 1 (1965-1985). Quebec: CIDIHCA. ISBN 1584323876.
- Gage Averill (2000). «Dechoukaj en musique - La chute de la dictature haïtienne».  (Rachel Bouyssou, trad.). Critique internationale (en francés) 7. Consultado el 5 de mayo de 2018.
- Gage Averill (1997). A Day for the Hunter, a Day for the Prey - Popular Music and Power in Haiti (en inglés). Chicago: University of Chicago Press. ISBN 0-226-03292-2. Consultado el 5 de mayo de 2018.
- Henry Louis Gates; Anthony Appiah (1999). Africana - The Encyclopedia of the African and African American Experience (en inglés). Nueva York: Basic Civitas Books. ISBN 0-465-00071-1.